# Cato cel Bătrân

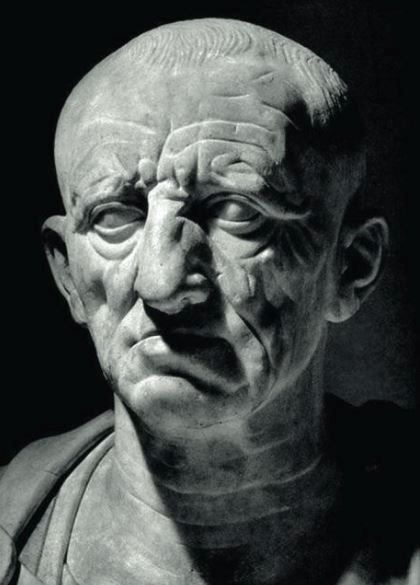
Marcus Porcius Cato Cato cel Bătrân

Cato cel Bătrân (în latină Marcus Porcius Cato sau Cato maior; n. 234 î.Hr., Tusculum, Lazio, Regatul Italiei – d. 149 î.Hr., Roma, Republica Romană) om de stat, scriitor și istoric, care a jucat un rol important în perioada cea mai strălucitoare a Republicii romane.
Cato s-a născut la Tusculum în Latium în 234 î.Hr. într-o familie de cavaleri romani. În iulie 196 î.Hr. este ales consul pentru anul 195 î.Hr.; este ales censor pentru anul 184 î.Hr.
S-a impus ca una dintre cele mai remarcabile figuri ale Republicii Romane. La 17 ani a participat la bătălia de la Lacul Trasimene (217 î. Hr.), luptă apoi, în subordinea lui Fabius Maximus împotriva lui Hannibal.

## Opere
- De agri cultura
- Origines
- Orationes
- Carmen de moribus
- De re militari
- De lege ad pontifices auguresque spectanti
- Historia Romana litteris magnis conscripta
- Apophthegmata